# Egira (bướm đêm)
Egira là một chi bướm đêm trong họ Noctuidae.

## Các loài
- Egira acronyctoides (Wileman, 1914)
- Egira alternans (Walker, [1857]) (đồng nghĩa: Egira onychina (Guenée, 1852))
- Egira ambigua Galsworthy, 1997
- Egira anatolica (Hering, 1933)
- Egira baueri (Buckett, 1967, [1968])
- Egira cognata (Smith, 1894)
- Egira conspicillaris (Linnaeus, 1758)
- Egira contaminata (Chang, 1991)
- Egira crucialis (Harvey, 1875)
- Egira curialis (Grote, 1873) (đồng nghĩa: Egira candida (Smith, 1894))
- Egira dolosa (Grote, 1880)
- Egira draudti (Hacker, 1993)
- Egira fatima Hreblay, 1994
- Egira februalis (Barnes & McDunnough, 1918)
- Egira hiemalis (Grote, 1874)
- Egira natalensis (Butler, 1875)
- Egira ornata Hreblay & Ronkay, 1999
- Egira papae Hreblay & Ronkay, 1999
- Egira perigraphoides Hreblay & Ronkay, 1999
- Egira perlubens (Grote, 1881)
- Egira phahompoki Hreblay & Ronkay, 1999
- Egira purpurea (Barnes & McDunnough, 1910)
- Egira rubrica (Harvey, 1878)
- Egira saxea (Leech, 1889)
- Egira servadei Berio, 1982
- Egira simplex (Walker, 1865)
- Egira subterminata (Hampson, 1905)
- Egira tibori Hreblay, 1994
- Egira vanduzeei (Barnes & Benjamin, 1926)
- Egira variabilis (Smith, 1891)